# Metaboliskt vatten
Metaboliskt vatten är det vatten som frigörs som en biprodukt inne i cellerna vid cellens metabolism. Vid matsmältningsprocessen förbränns protein, fett och kolhydrater till slutprodukterna koldioxid och vatten, samma sak gäller vid förbränning av lagrat fett, och detta vatten kallas för metaboliskt vatten.